# 赛罗·奥特曼
超人力霸王傑洛（日语：ウルトラマンゼロ 英语：Ultraman Zero）。为圆谷制作公司制作的特摄作品超人力霸王系列中的虚构角色。最初在2009年12月12日上映的电影《大怪兽大战 超银河传说 THE MOVIE》中初次亮相。是被万代投股后的首个作品，也是第一个有两个头标的奥特曼。
超人力霸王傑洛被介紹為一個精力充沛、自吹自擂、固執的戰士，在試圖竊取「等離子火花塔」失敗後，他被親父超人七號放逐。並在超人力霸王雷歐的手下接受了訓練，被迫佩戴了修行甲。當超人力霸王貝利亞回到光之國並偷走等離子火花後，傑洛通過擊敗貝利亞並取回等離子火花來救贖自己，同時得知了他作為七號之子（セブンの息子，Son of Seven）的身份。儘管保留性格發特質，但傑洛在之後的故事中經歷了角色發展，並隨著他在超人力霸王系列中角色的發展而成熟。
超人力霸王傑洛由宮野真守配音。在英語配音電影中，他由丹尼爾·範·托馬斯配音。

## 資料
- 人間體：

- 嵐《貝利亞銀河帝國（2010）》
- 大河望《超人力霸王傳奇（2012）》
- 伊賀栗令人《超人力霸王捷德（2017）》

(附身標準為正义、善良、熱血、認為對的事情，能為他人無條件付出)
『在需要的情況下就會進行附身，此外在2011年兒童舞台劇中便用诸星真的名字 。
- 變身器： 超人傑洛眼鏡、超人傑洛眼鏡NEO、昇華器（賽羅模式）
- 身高：微型~49米
- 体重：3万5000吨、装备护甲装置(日語：/英語：）时4万5000吨
- 年龄：5900岁（相当于地球人16歲左右）
- 飞行速度：7马赫
- 奔跑速度：2.7马赫
- 水中速度：2马赫
- 地下速度：2马赫
- 跳跃力：880米
- 握力：70000吨
- 必杀技：集束射线  艾梅利姆光线等
- 出生地：M78星雲

- 家庭构成：

- 父亲：超人七號
- 母亲：不明
- 師傅：超人力霸王雷歐
- 徒弟：超人力霸王Z

### 外觀設計
超人七號的親生兒子，是年輕的超人力霸王戰士，也是在光之國歷史中最年輕的最強戰士。外表與七號相似，不同的是上半身為藍色，下半身為紅色。
『是M78星雲光之國的超人力霸王從未有過的色調，頭頂是與七號的頭鏢相同的武器傑洛頭鏢兩把著裝，比起七號眼神更加尖銳，胸前有彩色計時器。

### 性格
性格方面是讨厌拘束喜欢自由奔放的性格，稍微有了一点粗鲁，在岩石掉落的时候保护了皮古蒙，可以看出在心底温柔的一面。
有在战斗中拇指擦嘴唇的习惯，以“你还差2万年了”为代表性的狂妄口头禅，对敌人挑衅的话语很多，另一方面，即使是对于卑鄙的对手将其打败后也绝不侮辱，而是用作为战士的礼仪对待，另外在超人力霸王传奇中对拒绝自己和他的大河望耐心的交谈。
在奧特曼列传中的喜感情节播放完后会用带有吐槽的语气评价，对待父亲賽文用“老爹”的称呼，在没被告知自己是赛文的儿子之前对赛文也是直呼其名。
『对待师傅超人力霸王雷歐用“雷欧师傅”、“雷欧教官”称呼，之前也是直呼其名。对于前辈或其他超人战士也都是用第二人称“你”或“前辈”来称呼对，佐菲称呼“佐菲队长”。

### 經歷
年少時是被認為很有潛質的戰士，與貝利亞一樣，對「等離子火花塔」的力量存有異心，『在接近核心前的一剎那被父親赛文阻止，因此被剔除戰士資格並放逐到K76星球。
『其後被配上裝甲，封印力量，由雷欧自執教，重新訓練，最後打倒了貝利亞。

### 其他
使用七號的光线技和师傅雷欧的宇宙拳法战斗，在K76星的修行使得战斗力更为强大，将成群的普通的怪兽击败也不在话下。

### 武器/道具
- 傑洛头镖（ゼロスラッガー）

两把头镖与七號头镖相同的宇宙飞镖着装在头顶，使用方法也与七號头镖的使用方法一样，能将贝利亚的怪兽大军一部分和雷吉内德一部分击破。
『巨大杰顿的左臂砍断，另外还可以旋转放出防御了英普莱扎BS的光弹。
- 傑洛双重剑（ゼロツインソード）

傑洛头镖受到了等离子火花的力量後，变化而成新月形状的剑，是傑洛最强的武器。
是傑洛被等离子火花選上的證明。
- 巴拉吉之盾（バラージの盾）

平時是裝在傑洛左手上的手觸，傑洛在和貝利亞戰鬥陷入危機時，夥伴們心中的光集合後召喚出了傳說中的戰士超人力霸王諾亞，並賜予了傳說的「巴拉吉之盾」。
『身上出現了閃耀著白銀光輝的終極鎧甲，甚至可以穿越各種平行宇宙。被稱為無論怎樣的邪惡都能夠被打倒，並可以穿越時空，設定為攻守狀態達到最強。
『背部被安裝了的究極之盾的部分和超人力霸王諾亞的諾亞聖盾有著隱約的相似。究極之盾可保護使用者的身體，手部的傑洛究極之劍可以變形為兩種模式。
『主要武器為「傑洛終極之劍」和把敵人射穿的超弓狀的「最終究極傑洛」。持有著神秘又高深莫測，難以想像的力量，但是並不能無限制使用，在進行平行世界之間的跳躍時要使用大量能源，因而會暫時不能使用，裡面還蘊藏著帝納和高斯的力量讓傑洛擁有變換形態的能力，傑洛的額外武器也收藏在裡面。

### 變身形態
強壯日冕傑洛（ストロングコロナゼロ）
繼承帝納強壯型和高斯日冕型的能力，最大限度地戰鬥，傑洛的赤紅形態。頭部的傑洛頭鏢和彩色計時器的邊緣，以及身體的線條呈現金色，整體以上半身為紅色，下半身為銀色為基調。擁有強大的力量，在肉搏戰中發揮出強壯形態的力量的赤色的傑洛（超力量戰士）。強壯日冕型傑洛變身，速度和敏捷不減，格鬥和攻擊力上升。
月神奇跡傑洛（ルナミラクルゼロ）
繼承高斯月神型和帝納奇跡型的能力，最大限度地戰鬥，傑洛的深藍形態。頭部的傑洛頭鏢和彩色計時器的邊緣是青色。身體顏色被強調的是深淺不同的青色。在進行超高速移動或者超能力戰的時候，展示出奇蹟的力量的青色的傑洛（超高速戰士），同時也被被賦予了月神形態的力量，因此，可以淨化怪獸的靈魂以及治愈能力。月神奇跡傑洛變身，防禦和攻擊力不減，得到超能力技和高速移動。
終極傑洛（ウルティメイトゼロ）
身上出現了閃耀著白銀光輝的終極鎧甲，甚至可以穿越各種平行宇宙。被稱為無論怎樣的邪惡都能夠被打倒，並可以穿越時空，設定為攻守狀態達到最強。背部被安裝了的究極之盾的部分和諾亞的諾亞聖盾有著隱約的相似。究極之盾可保護使用者的身體，手部的傑洛究極之劍可以變形為兩種模式，主要武器為「傑洛終極之劍」和把敵人射穿的超弓狀的「最終究極傑洛」。
黑暗傑洛（ダークネスゼロ）
黑暗傑洛是《超級傑洛格鬥》和《超級銀河格鬥：新世代英雄》之中的角色，超人力霸王貝利亞的靈魂侵入並奪取了傑洛的肉體而誕生的姿態，在角色形象上外表和傑洛一樣，但身上的花紋和線條則是和貝利亞奧特曼相似，究極手鐲也被染上了黑色，意識也完全由貝利亞所支配了，因此聲音也和貝利亞一樣，傑洛的意識只能看見周圍的情況，卻不能控制自己的身體，先後破壞了終極傑洛警備隊的基地並連續擊殺了詹伯特、鏡子騎士、詹奈、紅蓮火焰。
光輝傑洛（輝きのゼロ）
被貝利亞附身後變成黑暗傑洛後的傑洛的心，被皮古蒙和究極傑洛武裝的全員的靈魂呼喊和激勵而復活所誕生出的傑洛的終極形態，被稱為光輝傑洛。身體顏色以黃金和白銀為基調。眼睛和光束燈是藍色的。彩色計時器也變成了五邊猶如鑽石一樣的光輝能源核心。胸部，肩膀上有著黃金的線條的設計，外表是很大的變化。後述的能力大幅度提高而自豪。目前為止傑洛的最強姿態，是唯一擁有令時光倒流的力量，能逆轉時間的超人力霸王。
極越傑洛（ウルトラマンゼロ ビヨンド）
使用光之國科學家超人力霸王希卡利帶來的四顆新世代膠囊變身，分別為銀河、歐布、勝利、艾克斯。先由銀河和歐布組合成Capsule Alpha(α)，再由勝利與艾克斯組合成Capsule Beta(β)，先後插入Riser後再以傑洛之眼連結Riser掃描，完成Neo‧融合昇華(ネオ・フュージョンライズ)傑洛便會與膠囊的力量結合，進化成超越傑洛。以銀白色作為主要基調，並以銳利的紫色線條作為裝飾，肩膀上有兩塊巨大的護肩，頭上的冰斧也增加成了四片。所有的身體能力全方位提升，最明顯體現於快速的連擊技巧與破壞力十足的各式光線技能，冰斧的操縱也顯得更加得心應手，值得一提的是，這個形態在初次變身時便花費了整整一分又三十秒，這是系列中最長的變身時間了，雖然是最後出現的型態，但其能力並沒有在光輝傑洛之上。
在《超人力霸王Z》廣播劇第15話中，傑洛表示「這型態只靠他一人無法達成」所以並不像其他型態般隨意使用。
在《超人力霸王銀河大戰-新世代英雄》第11話中，則出現以捷德、銀河、歐布、勝利、艾克斯的能量直接生成的新世代膠囊變身成，全身發出金色光芒的「銀河閃耀（ギャラクシーグリッダー）」狀態。
終極光輝傑洛（ウルティメイトシャイニングゼロ）
在《超人力霸王銀河大戰-巨大的陰謀》第9話中登場，在變身光輝傑洛後再穿上終極鎧甲強行結合兩者能力的形態，也是傑洛目前最強的型態。同時身體會發生銀色光芒。
雖然結合兩個形態的戰鬥力十分強大，但能量消耗速度也是兩者疊加，只能維持此形態一段短時間，解除變身後也會給傑洛本人遺下不輕的傷害。

### 技能/絕技/必杀技
- 傑洛頭鏢突擊（ゼロスラッガーアタック）

傑洛双手拿着头镖，砍碎敌人，傑洛头镖使用时会带有绿色或白色的光，也可以与拿着武器的敌人对峙。
- 傑洛飛踢（ウルトラゼロキック）

經由被雷歐特訓之後學得，傳承自雷歐的雷歐飛踢。威力在雷歐飛踢、傑克的流星飛踢、80的飛踢、蓋亞的踢擊之上，但遜於雷歐的雙重飛踢。
與雷歐只能由上而下或是稍有角度的水平踢法相比，傑洛飛踢更全面，無論是自上而下的下壓型飛踢、水平版的飛踢，甚至還能由低角度的死角使用。
- 艾梅利姆切割（エメリウムスラッシュ）

跟超人七號的艾梅利姆光線一样，從額頭的光線燈射出的光線。
- 傑洛集束射線（ワイドゼロショット）

跟超人七號的集束射線一样，雙手擺出Ｌ字型後從右手射出的光線。
從《超人力霸王捷德》開始，發射前會加入先從聚能到身上的能量吸収板的動作。
- 超人踢擊戰法（ウルトラキック戦法）

跟超人七號的超人強打戰法（ウルトラノック戦法）'一样，使头镖在空中静止，然后对其使出回旋踢让头镖加速把对方切裂的超强力技能。
- 傑洛雙擊（ゼロツインシュート）

將傑洛頭鏢安裝在彩色計時器兩側，將光刃的能量轉化為光線後進行廣域放射。
傑洛基礎型態的最強光線技。　
- 等離子火花斬（プラズマスパークスラッシュ）

傑洛基礎型態的最强必杀技，使用傑洛双重剑，放出等离子火花的能量将敌人撕裂，与通常不同的是刀身闪耀翡翠色光芒，与赛罗双射击大范围的攻击不同，此招式擅长单体攻击。
- 巴拉吉之盾（バラージの盾）
  - 究級傑洛之劍

右腕安裝的白銀之劍。可以伸展為巨大的光之刃，曾經使用並把行星規模般大小的瑪利布蘭提斯一刀兩斷。
- 最終究極傑洛

變形為最終究級傑洛的究級之盾發出的必殺技，將巨大的敵人一擊必殺的威力，弱點是需要瞄準和能源補充的時間過長，能靠他人輸入能量縮短準備時間。

## 相关链接
登場作品
- 《大怪兽大战 超银河传说 THE MOVIE》（初登場）
- 《超人银河传说外传 超人力霸王傑洛VS黑暗独眼巨人傑洛》
- 《超人力霸王傑洛 THE MOVIE 超决战！贝利亚银河帝国》
- 《超人力霸王傑洛外傳 殺手 THE 衝擊之星》
- 《ULTRA ZERO FIGHT》
- 《超人力霸王列传》
- 《超人力霸王传奇》
- 《超人力霸王銀河S》
- 《超人力霸王X》
- 《超人力霸王捷德》
- 《超人力霸王大河》
- 《超人力霸王銀河大戰-新世代英雄》
- 《超人力霸王Z》

相关人物
- 超人七號（父親）
- 超人力霸王雷歐（師傅）
- 超人力霸王諾亞
- 超人力霸王貝利亞（宿敵）
- 宇宙警備隊終極傑洛警備隊

* 鏡騎士（摯友）
* 紅蓮火焰（摯友）
* 詹伯特（摯友）
* 詹柏奈（摯友）
- 超人力霸王帝納（戰友）
- 超人力霸王高斯（戰友）

* 超人力霸王傳奇（與帝納、高斯合體）
- 超人力霸王銀河（後輩）
- 超人力霸王勝利（後輩）
- 超人力霸王X（後輩）
- 超人力霸王大河（遠房表兄弟）
- 超人力霸王捷德（戰友）
- 超人力霸王Z（徒弟）